# Jean Bart
Jean Bart (Dunkerque, 21. listopada 1650. – Dunkerque, 27. travnja 1702.) bio je francuski gusar i admiral.

## Pomorska karijera
U francusku ratnu mornaricu primljen je 1679., pošto je šest godina djelovao kao gusar protiv Nizozemaca u La Mancheu i Sjevernom moru. U falačkom ratu 1689. probio je anglo-nizozemsku blokadu Bresta i opskrbio ga oružjem. Iste godine je zarobljen, ali je uspio čamcem pobjeći iz Engleske. Eskadrom od sedam gusarskih brodova probija se 1692. iz blokiranog Dunkerqua. U Sjevernom moru spalio je 80 ribarskih, zauzeo tri ratna i 20 trgovačkih brodova te je izvršio napad kod Newcastlea. S Dunkerquaškom eskadrom sproveo je 1694. iz Baltika u izgladnjelu Francusku konvoj od 120 brodova sa žitom i usput u borbama s nizozemskom eskadrom zarobio tri broda. Kao gusar razvio je vlastiti način abordaže.

## Vanjska poveznica
1. ↑  Hrvatski jezični portal; pojam pretraživanja: eskadra, datum pretraživanja: 15.12.2015.